# 法乃光
法乃光（1932年12月—2007年12月8日），男，山东青岛人，中国漫画家。被稱為新中国体育美术的开拓者，曾任中国体育报社美术摄影主任、高级编辑，1985年當選中国书法家协会理事。